# Hoburgsgubben

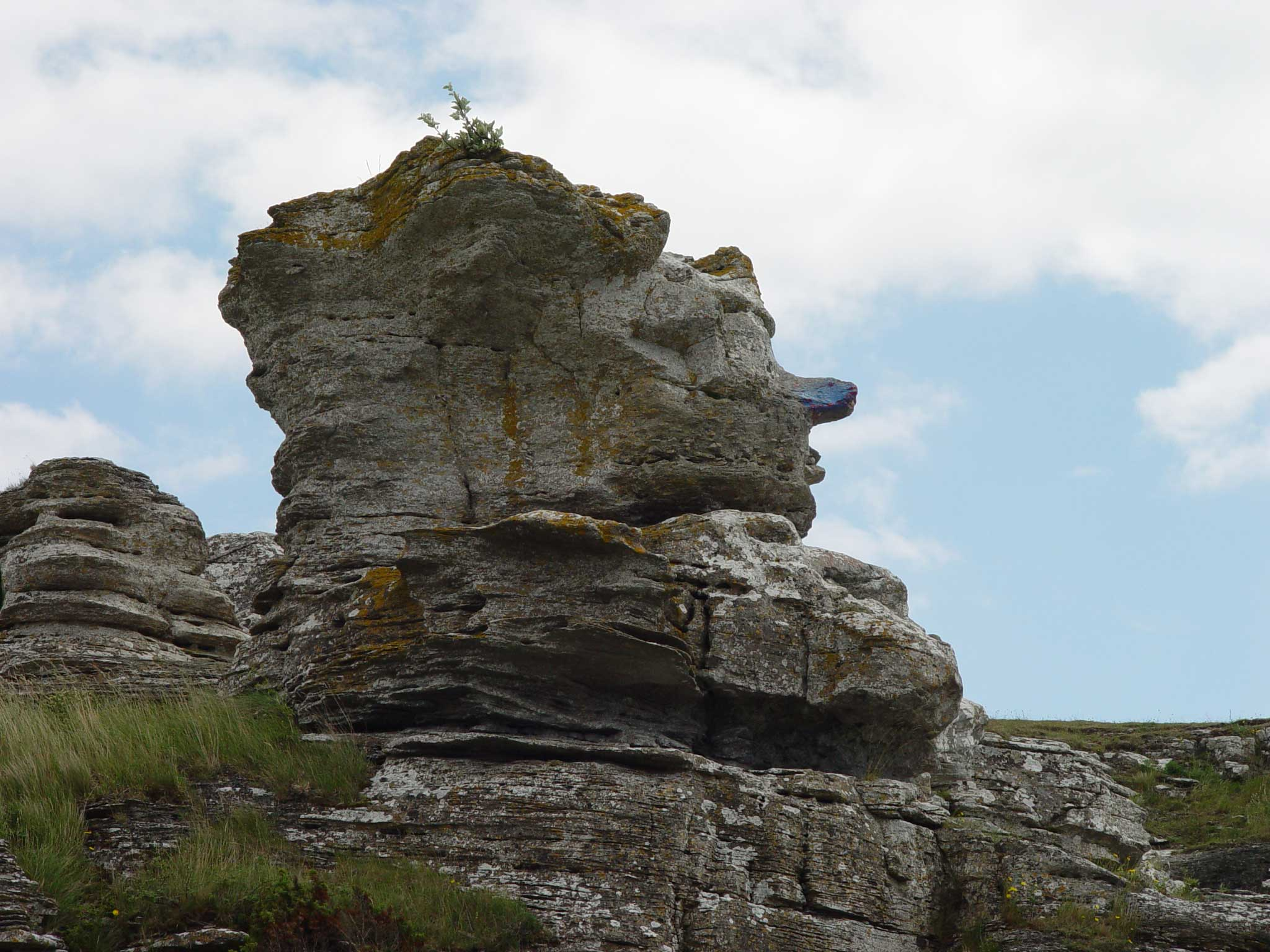
Hoburgsgubben.

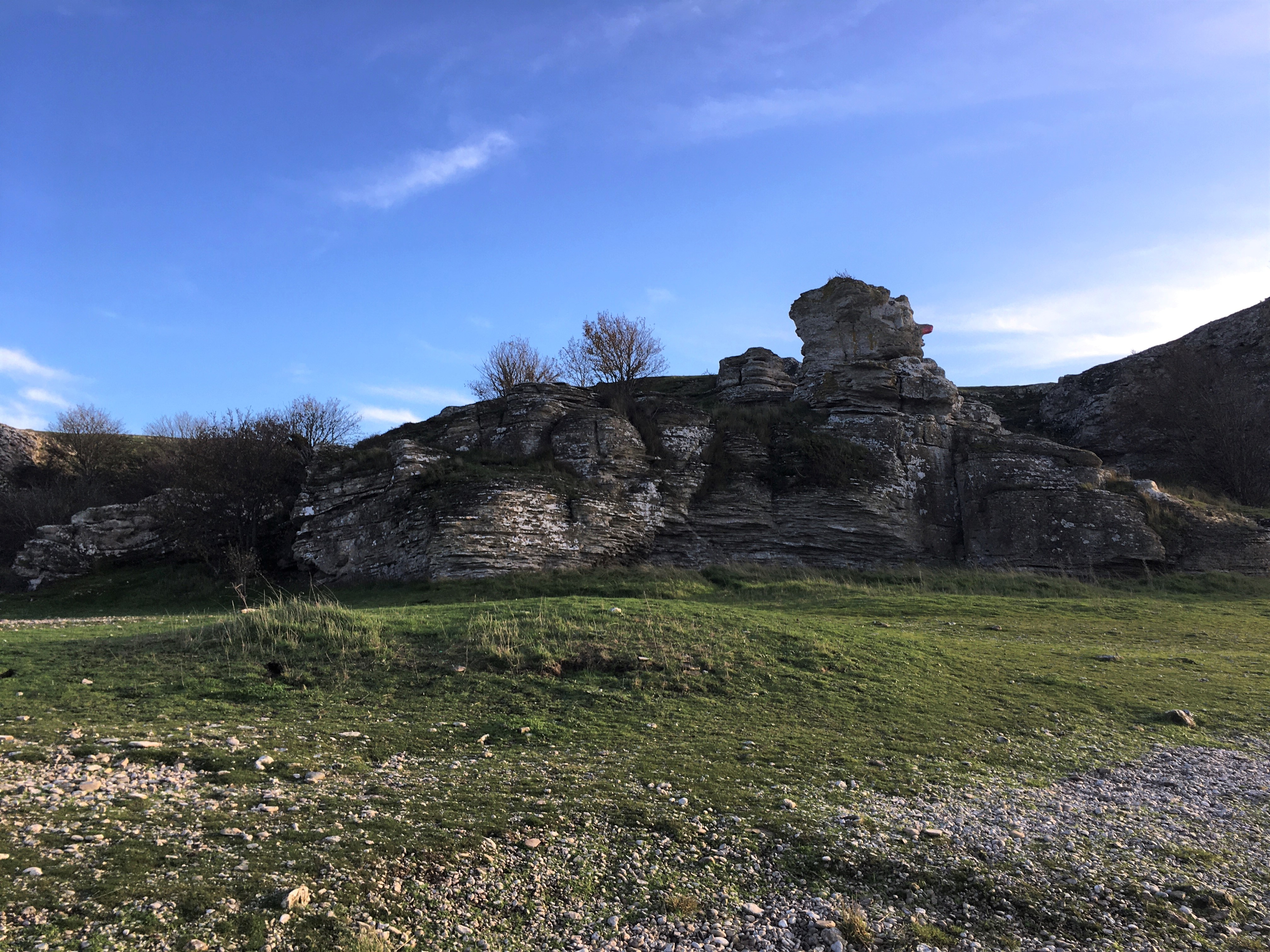
Gravhög med Hoburgsgubben i bakgrunden.

Hoburgsgubben är en känd rauk på södra Gotland. När man står i en viss vinkel, som är markerad med en skylt, liknar rauken ett manshuvud – därav namnet. Hoburgsgubben ligger på Hoburgen, så långt söderut man kan komma på Gotland. Själva 'gubben' är uppbyggd av revkalksten som tillhör Sundreformationen. Sundreformationen avsattes under sen Ludlow och tillhör den allra yngsta berggrunden på Gotland. Till Fårö fyr allra längst norrut på Gotland är det cirka 176 km från Hoburgsgubben.
I anslutning till Hoburgsgubben ligger restaurang Majstregården samt en kiosk och souvenirbutik. I området omedelbart nedanför och norr om raukformationen finns även ett stort antal registrerade fornlämningar, bl.a. en gravhög och ett sannolikt medeltida fiskeläge med spår efter husgrunder och båthus. Även Hoburgsgubben själv, liksom grottan sydväst om denna ("Hoburgsgubbens sängkammare") finns införda i Riksantikvarieämbetets Kulturmiljöregister.